# Konzert- und Theatersaal (Nordhorn)

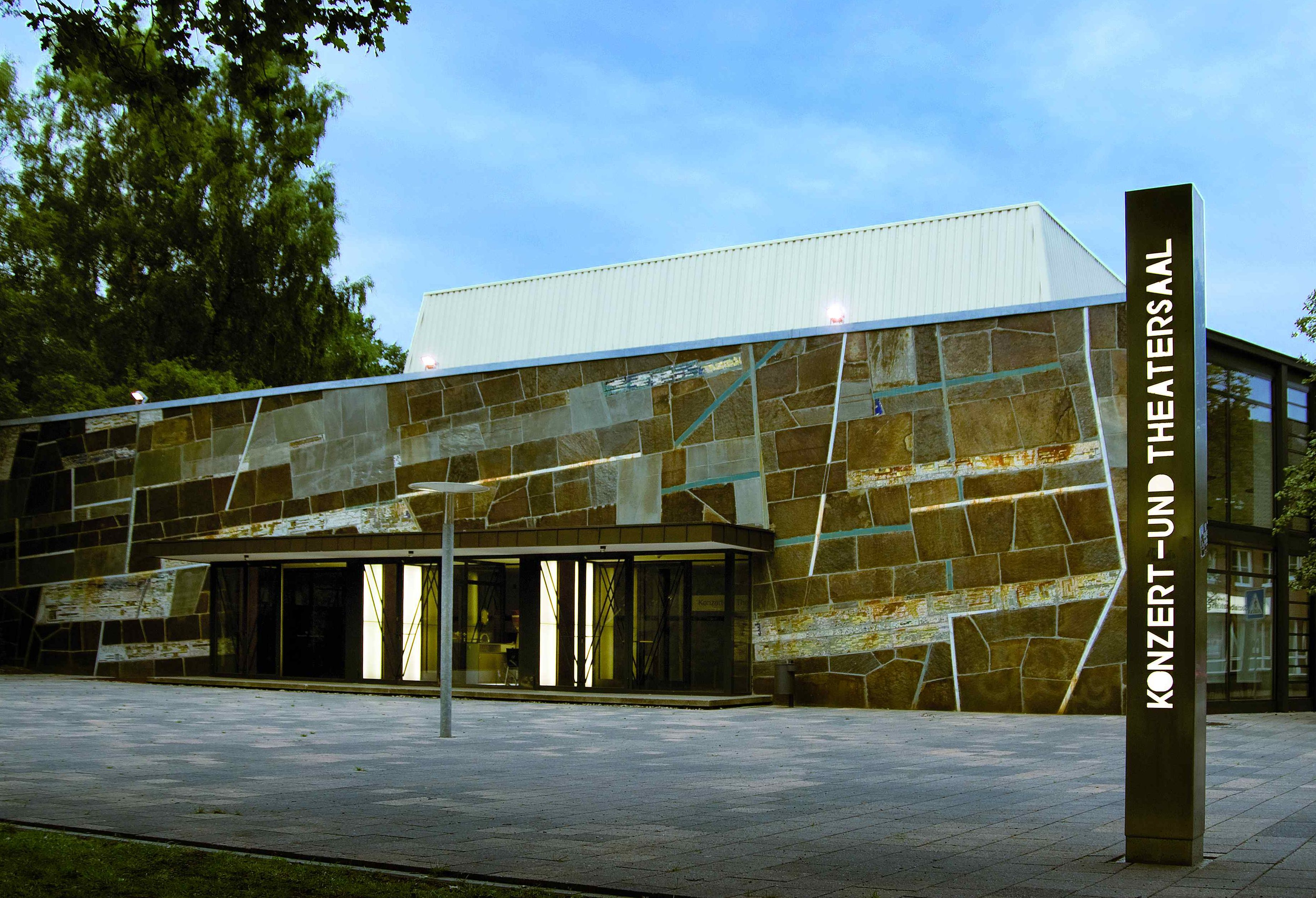
Der Konzert- und Theatersaal (KTS) in Nordhorn

Der Konzert- und Theatersaal (KTS) am Ootmarsumer Weg bildet zusammen mit der Alten Weberei das Kulturzentrum Nordhorns.
Das Gebäude wurde nach den Plänen des Nordhorner Architekten Werner Zobel errichtet und sollte über die Region hinweg architektonische Maßstäbe setzen. Die Grundsteinlegung fand im Dezember 1956 statt; am 11. April 1958 wurde das Gebäude als „Haus der Kunst“ an die Stadt übergeben. 
Die künstlerische Neugestaltung des Foyers von 1998 stammt von Ernst Caramelle. Auf dem Vorplatz steht seit 1981 Timm Ulrichs’ Granitskulptur „Der Findling“.
Das Haus steht mit seiner Mosaik- und Marmorfassade sowie der künstlerischen Innengestaltung unter Denkmalschutz.

## Geschichte
Ab 1935 wurde die aus der Kaiserzeit stammende „Kriegerhalle“ an der Kriegerstraße/Ecke Neuenhauser Straße als Kultursaal und Theater-Spielstätte benutzt. Sie konnte bis zu 550 Besucher fassen, war allerdings technisch und baulich von Anfang an veraltet, so dass spätestens nach dem Zweiten Weltkrieg der Ruf nach einer neuen Halle immer stärker wurde. Gleichzeitig diente das Haus der zur gleichen Zeit an der Ecke Taunusstraße/Ootmarsumer Weg errichteten Freiherr-vom-Stein-Realschule (die damals noch „Mittelschule“ hieß) als Aula und Veranstaltungsräumlichkeit.
Der Architekt Werner Zobel legte bei dem am Ootmarsumer Weg neu zu errichtenden Fest- und Theaterraum besonderen Wert auf eine optimale Akustik. Nach der Grundsteinlegung im Dezember 1956 wurde das Gebäude in einer Bauzeit von 16 Monaten fertiggestellt. Die veranschlagten Baukosten in Höhe von 3,2 Millionen Deutschen Mark wurden eingehalten. Die Eröffnungsveranstaltung fand im Juni 1958 mit festlichen Aufführungen von Verdis La traviata und Lorcas Bluthochzeit statt. 
Der Konzert- und Theatersaal wurde zunächst „Haus der Kunst“ genannt und sollte ein Haus aller Künste sein. Während das Haus in seiner Anfangsphase als reine Aufführungsstätte genutzt wurde und daneben bis 1999 dazu die Städtische Galerie Nordhorn beheimatete (die sodann in die Alte Weberei umzug), werden dort inzwischen auch Wechselausstellungen unterschiedlicher Genres sowie Tagungen und Podiumsdiskussionen durchgeführt. 
Der Spielplan umfasste zunächst nur Musiktheater, Oper und Operette; in der ersten Hälfte der 1960er Jahre kam Sprechtheater hinzu. Die Oper verschwand mit der Zeit mangels Publikumsinteresses. Nun kamen auch Sonderveranstaltungen aus den Bereichen Operette, Ballett und Musical hinzu.
Mitte der 1950er Jahre waren die so genannten Blindenkonzerte ins Leben gerufen worden und fanden jährlich am Volkstrauertag in der Kriegerhalle statt. Nach Einweihung des KTS fanden sie bis 1969 dort statt.

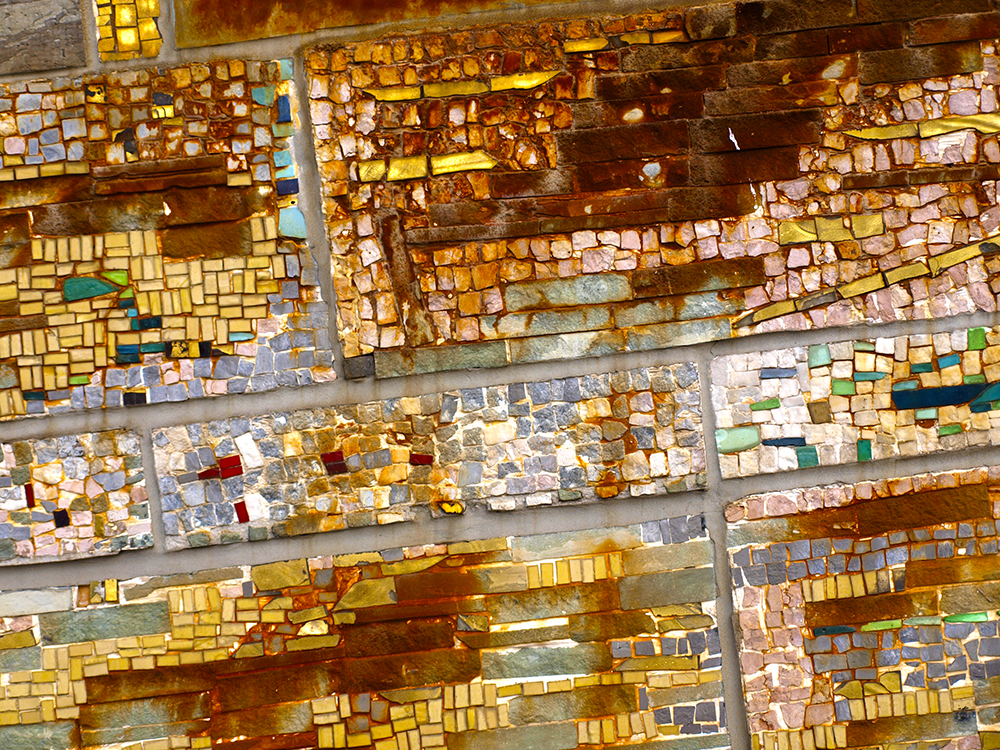
Fassadendetail mit rostanfälligen Mosaiken

Bis in die 1970er Jahre waren nahezu alle Veranstaltungen des Hauses ausgebucht. Damals hatte der Saal noch über 700 Sitzplätze. Als die Zuschauerzahlen beständig zurückgingen, beschloss der Rat im Jahr 2000, das Gebäude grundlegend zu sanieren, um die Technik auf den neuesten Stand zu bringen und den Sitzkomfort im Saal zu steigern. Die Sitzplätze wurden auf 470 reduziert, die Foyers samt Gastronomie sowie Künstlergarderoben modernisiert, der Vorplatz neu gestaltet. Größere Arbeiten an der Technik unterblieben letztlich jedoch. 
Der Künstler Ernst Caramelle konnte für die Formgebung des Regieraums („Kunstkubus“) gewonnen werden; er hatte 1998 bereits die Innenwände der Foyerbereiche mit flächigen Farbelementen gestaltet. Diese Innengestaltung wurde zu einem Teil des kunstwegen-Projektes.
Die Uraufführung vom 2. Dezember 2002 zur ursprünglichen Einweihung des Umbaus, bei der es sich bezeichnenderweise um das Musical „Crash“ von Thomas Kriegisch in einer Inszenierung von Horst Gross handelte, musste nach einer Stunde wegen Problemen mit der überalterten Haustechnik abgebrochen werden. Anschließend wurden in einem zusätzlichen Bauabschnitt die elektrotechnischen Anlagen des Hauses doch noch auf den neuesten Stand gebracht.
Insgesamt flossen rund zwei Millionen Euro in die grundlegende KTS-Sanierung. So wurden für mehr als 340.000 Euro die einzelnen Elemente der Fassade abmontiert, gereinigt und neu verankert. Die rostanfälligen Mosaiken an den Seiten des KTS, die für die Fassade entworfen wurden, wurden unter Erhaltung des Originalzustands gereinigt, repariert und erhielten teilweise einen neuen Anstrich. Die gesamte Fassade aus nordischen Quarziten, Steinmosaiken und weißen Marmorstreifen zur Betonung wurde ursprünglich von dem Münchner Künstler Blasius Spreng gestaltet und besitzt klare Analogien zur Stuttgarter Liederhalle. 
Das Haus präsentierte sich nach Abschluss der Sanierungsarbeiten 2007 rein optisch weiterhin wie vor 50 Jahren. Federführend für die Sanierung war das Nordhorner Hochbauamt.

## „Der Findling“

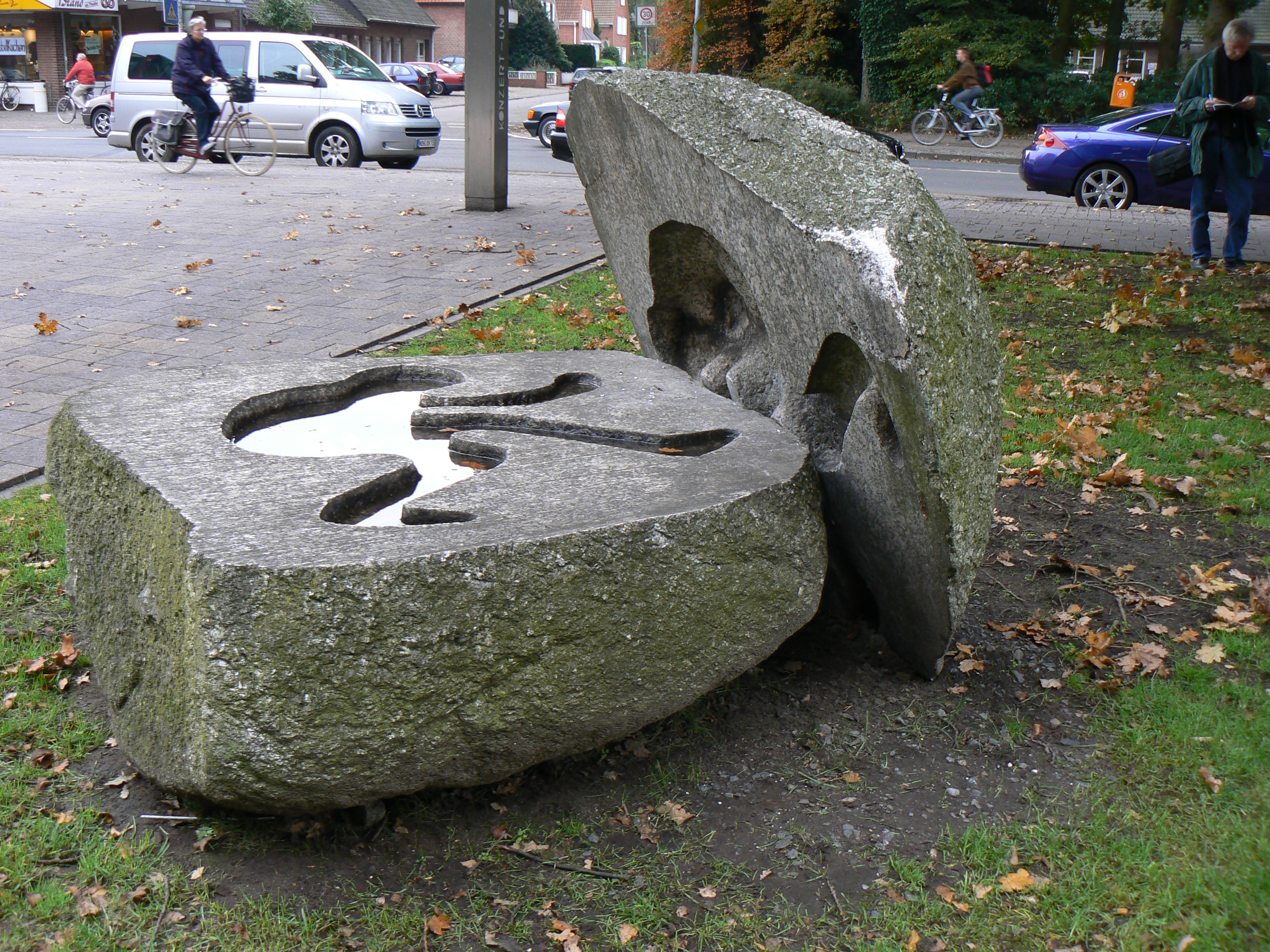
„Der Findling“ von Timm Ulrichs

Nach einer Kunstaktion vom 2. Mai 1981, als sich Ulrichs für zehn Stunden im Innern eines geteilten Granitsteins einschließen ließ, wurde die Skulptur fester Bestandteil des Theater-Vorplatzes, war Kunststation Nummer 1 des einstigen Skulpturenweges und ist Teil von „kunstwegen“.
Den Granitstein hatte Ulrichs im Jahr zuvor während seines Aufenthalts in Nordhorn entdeckt, als er als Kunstpreisträger der Stadt Nordhorn 1980 einige Wochen im Künstlerhäuschen im Stadtpark verbracht hatte.
2009 ging „Der Findling“ für den symbolischen Betrag von 1 500 Euro in das Eigentum der Stadt über.